# Miroslav Lajčák
Miroslav Lajčák (Poprad, 20 maart 1963) is een Slowaakse politicus van de sociaaldemocratische partij SMER. Hij was onder meer tweemaal minister van Buitenlandse Zaken van Slowakije (2009-2010 en 2012-2020) en hoge vertegenwoordiger voor Bosnië en Herzegovina (2007-2009).

## Biografie
Lajčák studeerde rechten aan de Comenius Universiteit in Bratislava. Hij behaalde een  doctorstitel in internationale relaties aan het Staatsinstituut van Internationale Relaties in Moskou. Daarnaast studeerde Lajčák aan het Europees Centrum voor Veiligheidsstudies in Garmisch-Partenkirchen. 
Tot de val van het communisme in 1989 was Lajčák aangesloten bij de Communistische Partij van Tsjecho-Slowakije. In 1988 kreeg hij een aanstelling bij het ministerie van Buitenlandse Zaken. Tussen 1991 en 1993 was Lajčák werkzaam op de Tsjecho-Slowaakse en later de Slowaakse ambassade in Moskou. Tussen 1994 en 2005 was hij ambassadeur in achtereenvolgens Japan (1994-98), de Federale Republiek van Joegoslavië (2001-05), Albanië (2001-05) en Macedonië (2001-05). 
In 2006 was Lajčák namens de Europese Unie toezichthouder bij het onafhankelijkheidsreferendum van Montenegro. Een jaar later werd hij benoemd tot hoge vertegenwoordiger voor Bosnië en Herzegovina. Lajčák bekleedde deze functie tot hij in 2009 aangesteld werd als minister van Buitenlandse Zaken in het eerste kabinet van Robert Fico. Hij bleef aan als minister tot juli 2010. Aansluitend was hij tot april 2012 werkzaam bij de Europese dienst voor extern optreden (EEAS). Binnen de EEAS was hij als managing director verantwoordelijk voor Rusland, de landen binnen het Europees Nabuurschapsbeleid en de landen van de westelijke Balkan.
Tussen april 2012 en maart 2020 was Lajčák gedurende acht jaar opnieuw minister van Buitenlandse Zaken van Slowakije, eerst wederom onder het premierschap van Robert Fico en vanaf 2018 in de regering van Peter Pellegrini. In 2017 was Lajčák voorzitter van de 72e zitting van de Algemene Vergadering van de Verenigde Naties.
1. ↑  www.un.org